# 恒慕义
恒慕义（英語：Arthur William Hummel, Sr.，1884年3月6日—1975年3月10日）是一位著名的美國汉学家，早年曾親赴中國進行基督教传教活动，後在回國主管美国国会图书馆亚洲部。著名的人物传略辞典《清代名人传略》便出之其手。他也是美国政府著名外交官、前美国驻华大使恒安石的父親。另外，作为美國亚洲研究协会的创始人和首任會長，他对美国亚洲研究的整体发展也起到了关键作用。

## 早年生活
1884年3月6日，恒慕义出生於美國密苏里州沃伦县的沃伦顿，他的早年生活异常艰辛。他的父親在他和他孿生弟弟出生前兩週已經過世，而在其兄弟兩人正值十二三歲之际，其年仅37歲的母親又於1897年不幸離世。
其后恆慕义便开始寄居在一位亲戚家里，并在当地完成了高中学业。后於1905年恒慕义在21歲時畢業於摩根公园学校；繼而在1905年免试入读芝加哥大學，并於1909年獲得學士學位，再於1911年獲碩士學位，後於1914年獲神学学士學位。
在其就讀芝加哥大學期間，他被旨在推动美国大学生赴海外传教的学生志愿运动所吸引，後虽然他不是作为一个传教士身份出國，但他在1912年也毅然選擇遠赴日本任教於神户市。1913年夏天和1914年期間，恒慕义赴中國探訪了在金陵大学從事历史和宗教学教育的弟弟威廉·弗雷德里克（William Frederick），自此開始對中國產生興趣。

## 职业生涯
1914年恒慕义回到了美國並結了婚。是年11月，他和新婚不久的妻子作為美国公理会差会傳教士被派遣往中國。初到中國至1915年的一段時間裡恒慕义在北京學習漢語，之後他攜妻移居去了山西汾州（今山西汾陽），於1915年9月19日開辦了一所教會學校铭义中学並親任校长，兼授英语；后还在1920年2月他的妻子生下了儿子，因敬仰中国宋代名人王安石，故为子命名为恒安石。在教學工作之餘，恆慕义对中国的铜币和地图产生了浓厚的兴趣，于是他開始大量閱讀當地的地方志，還開始收集了大量的中國古錢幣和中國古地圖。在山西居住了十年之后。1924年恒慕义和妻子又遷居北京，在燕京大学歷史系任教。然而不久後中國爆發了北伐战争，迫於無奈恒慕义於1927年和當地的外国居民一起輾轉回到了美國。
1927年在恒慕义回抵美國之後，他在马萨诸塞州歌珊小住了幾週；不久他受邀到威廉姆斯学院政治協會參與一場讨论会，並在會上進行一場中國主題的演講。演講完畢後他意欲歸家，卻遇上葛思德东方图书馆的（Gest Oriental Library）创建人葛思德（Guion M. Gest），後者促请其留下繼續參會。而也因此恒慕义得以在會上遇見了美国国会图书馆地图部（现改为地理与地图部）主任科洛内尔·劳伦斯·马丁（Colonel Lawrence Martin），後者向其模糊地透露國會圖書館有意購買其帶回國的中國古地圖。
同年（1927年）11月恒慕义攜帶了部分收藏的地圖和卷轴前往華盛頓，在國會圖書館內受到时馆长赫伯特·普特南的引见，后者甚至为其提供职位。12月他便入職美国国会图书馆。但他仍然表示他並不想長期逗留，只打算暫避禍亂而短暫回美，最遲1928年重赴中國，因此只先任职六至八个月。但之後实际他卻持續工作了27年直到1954年退休為止。
恆慕义于1928年创建了国会图书馆中国图书部，并担任主任。1930至1921年恆慕义在哥伦比亚大学兼职期间结识了著名的荷兰学者戴闻达，后者鼓励恆慕义研究中国当时发生的文化复兴运动，后不久恆慕义便撰写出《近百年来中国史学与古史辨》一文，并以此文申请了荷兰莱顿大学的博士学位；同年获得莱顿大学中国史博士学位。二十世纪30年代在美国学术团体理事会发起组织下，恆慕义被推举担任《清代名人传略》的主编。
1954年恆慕义退休之后，仍不断继续他的教学工作，直到1963年4月开始赋闲居家。后于1975年3月10日，他死於马里兰州蒙哥马利县珊帝泉的朋友家裡。

## 著作
- 《清代名人传略》，1943年，美國政府印刷局初版。
- 《超国家的国家主义》

## 腳註
1. 1 2 3  《Arthur W. Hummel and the Chinese Collection at the Library of Congress》 1984，p7
2. 1 2  《恒慕义的中国学研究》 2008，p4
3. 1 2 3 4  《Obituary: Arthur W. Hummel (1884-1975)》 1976，pp.265-276
4. ↑  《恒安石和他的父亲恒慕义》 1996，p95
5. 1 2  《恒慕义的中国学研究》 2008，p2
6. ↑  《恒安石和他的父亲恒慕义》 1996，p96
7. 1 2  《Arthur W. Hummel and the Chinese Collection at the Library of Congress》 1984，p8
8. 1 2  《恒慕义的中国学研究》 2008，p8
9. ↑  《恒慕义事迹谈片》 1997，p56
10. ↑  顾颉刚; 恒慕义(編譯).  [《顧頡剛古史辨自序》]. E. J. Brill Ltd. 1966 [1931]. OCLC 4645063.
11. ↑  《恒慕义的中国学研究》 2008，p10-11
12. ↑  《恒慕义的中国学研究》 2008，p10